# امید داوالا
امید داوالا (انگلیسی: Ümit Davala؛ زادهٔ ۳۰ ژوئیهٔ ۱۹۷۳) یک بازیکن فوتبال اهل ترکیه است.
وی همچنین در تیم ملی فوتبال ترکیه بازی کرده‌است.